# Чортів стілець

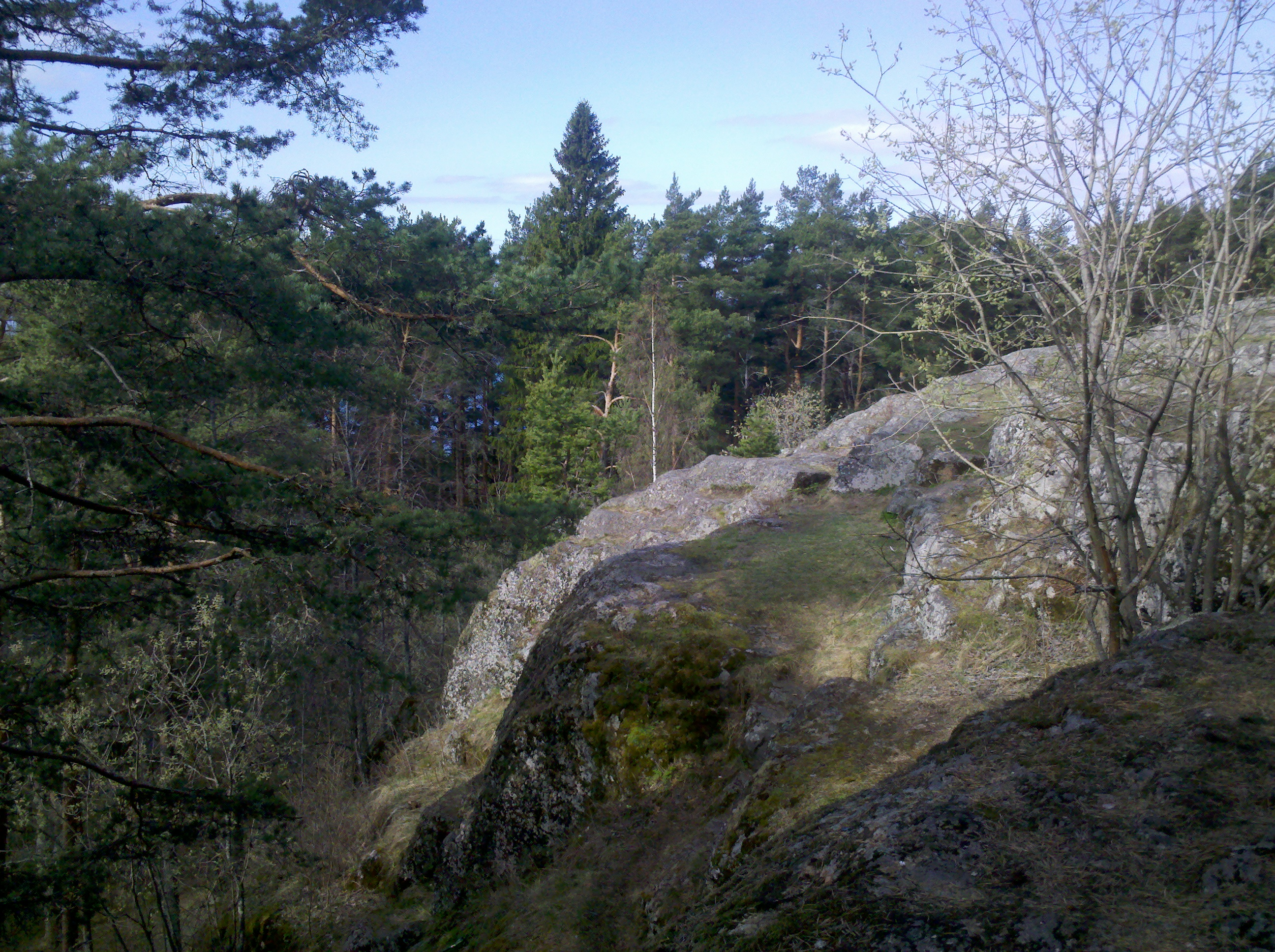

61°50′24″ пн. ш. 34°23′33″ сх. д. / 61.84000° пн. ш. 34.39250° сх. д.
Чортів стілець — скелясте урочище, геологічна пам'ятка природи, знаходиться на південно-східному схилі гори Велика Ваара — колишнього вулкану  Карелії. Розташовується в межі міста Петрозаводська, у районі Солом'яне, на північно-східному узбережжі Петрозаводської губи Онезького озера.

## Опис
Чортів стілець — кам'яний масив, за формою нагадує стілець із «сидіння»-галявиною і «спинкою» — прямовисною скелею заввишки 122 м над рівнем моря. Скельні виходи масиву є фрагментами великого вулканічного утвору нижнього протерозою (суйсарський час). Скелі утворені продуктами виверження: кульовими лавами з добре збереженими структурами і текстурами. Вище залягають агломератові туфи, у верхній частині — лавові потоки з варіолітовими структурами.
Чортів стілець — традиційне місце відпочинку петрозаводчан і туристів.